# Завішин (Куявсько-Поморське воєводство)
Завішин (пол. Zawiszyn) — село в Польщі, у гміні Роєво Іновроцлавського повіту Куявсько-Поморського воєводства.
Населення — 163 особи (2011).
У 1975-1998 роках село належало до Бидгощського воєводства.

## Демографія
Демографічна структура станом на 31 березня 2011 року:
|          | Загалом | Допрацездатний вік | Працездатний вік | Постпрацездатний вік |
| -------- | ------- | ------------------ | ---------------- | -------------------- |
| Чоловіки | 87      | 24                 | 59               | 4                    |
| Жінки    | 76      | 15                 | 47               | 14                   |
| Разом    | 163     | 39                 | 106              | 18                   |